# Конста Хеленіус
Конста Хеленіус (фін. Konsta Helenius; нар. 11 травня 2006, Юлеярві) — фінський хокеїст, центральний нападник клубу НХЛ «Баффало Сейбрс». Гравець збірної команди Фінляндії.

## Ігрова кар'єра
Хокейну кар'єру розпочав на батьківщині 2022 року виступами за команду «Таппара», надалі захищав кольори професійної команди «Юкуріт».
7 лютого 2024 року, Конста став другим наймолодшим гравцем в історії Лійги, який зробив хет-трик після Туомо Рууту, і п'ятим, хто зробив це до 18 років.
2024 року був обраний на драфті НХЛ під 14-м загальним номером командою «Баффало Сейбрс».
8 липня 2024 року Хеленіус підписав початковий контракт із клубом НХЛ «Баффало Сейбрс», кольори якого наразі і захищає.

## На рівні збірних
У складі юніорської збірної Фінляндії брав участь у чемпіонатах світу 2023 та 2024 років.
Гравець молодіжної збірної Фінляндії, бронзовий призер чемпіонату світу 2025 року.
Гравець національної збірної команди Фінляндії.

## Статистика

### Клубні виступи
| Сезон          | Клуб           | Ліга           | Регулярний сезон | Регулярний сезон | Регулярний сезон | Регулярний сезон | Регулярний сезон | Плей-оф | Плей-оф | Плей-оф | Плей-оф | Плей-оф |
| Сезон          | Клуб           | Ліга           | І                | Г                | П                | О                | ШХ               | І       | Г       | П       | О       | ШХ      |
| -------------- | -------------- | -------------- | ---------------- | ---------------- | ---------------- | ---------------- | ---------------- | ------- | ------- | ------- | ------- | ------- |
| 2022–23        | «Таппара»      | Ю20 СМ-серія   | 19               | 8                | 20               | 28               | 10               | —       | —       | —       | —       | —       |
| 2022–23        | «Юкуріт»       | Лійга          | 33               | 3                | 8                | 11               | 8                | —       | —       | —       | —       | —       |
| 2023–24        | «Юкуріт»       | Лійга          | 51               | 14               | 22               | 36               | 10               | 6       | 2       | 4       | 6       | 4       |
| Усього в Лійзі | Усього в Лійзі | Усього в Лійзі | 84               | 17               | 30               | 47               | 18               | 6       | 2       | 4       | 6       | 4       |

### Збірна
| Рік                | Команда            | Турнір             | Місце              |    | І | Г  | П  | О | ШХ |
| ------------------ | ------------------ | ------------------ | ------------------ | -- | - | -- | -- | - | -- |
| 2022               | Фінляндія          | U17                | 3                  | 7  | 2 | 9  | 11 | 4 |    |
| 2023               | Фінляндія          | ЮЧС18              | 5-е                | 5  | 2 | 4  | 6  | 0 |    |
| 2024               | Фінляндія          | МЧС                | 4-е                | 7  | 1 | 1  | 2  | 2 |    |
| 2024               | Фінляндія          | ЮЧС18              | 5-е                | 5  | 0 | 7  | 7  | 0 |    |
| 2024               | Фінляндія          | ЧС                 | 8-е                | 4  | 0 | 1  | 1  | 2 |    |
| 2025               | Фінляндія          | МЧС                | 2                  | 7  | 0 | 6  | 6  | 0 |    |
| Молодіжна збірна   | Молодіжна збірна   | Молодіжна збірна   | Молодіжна збірна   | 31 | 5 | 27 | 32 | 6 |    |
| Національна збірна | Національна збірна | Національна збірна | Національна збірна | 4  | 0 | 1  | 1  | 2 |    |